# NGC 145
NGC 145またはArp 19は、くじら座の不規則銀河である。3本の渦状腕を持つことで最も知られている。1828年10月9日にジョン・ハーシェルによって発見された。